# Gelston Castle

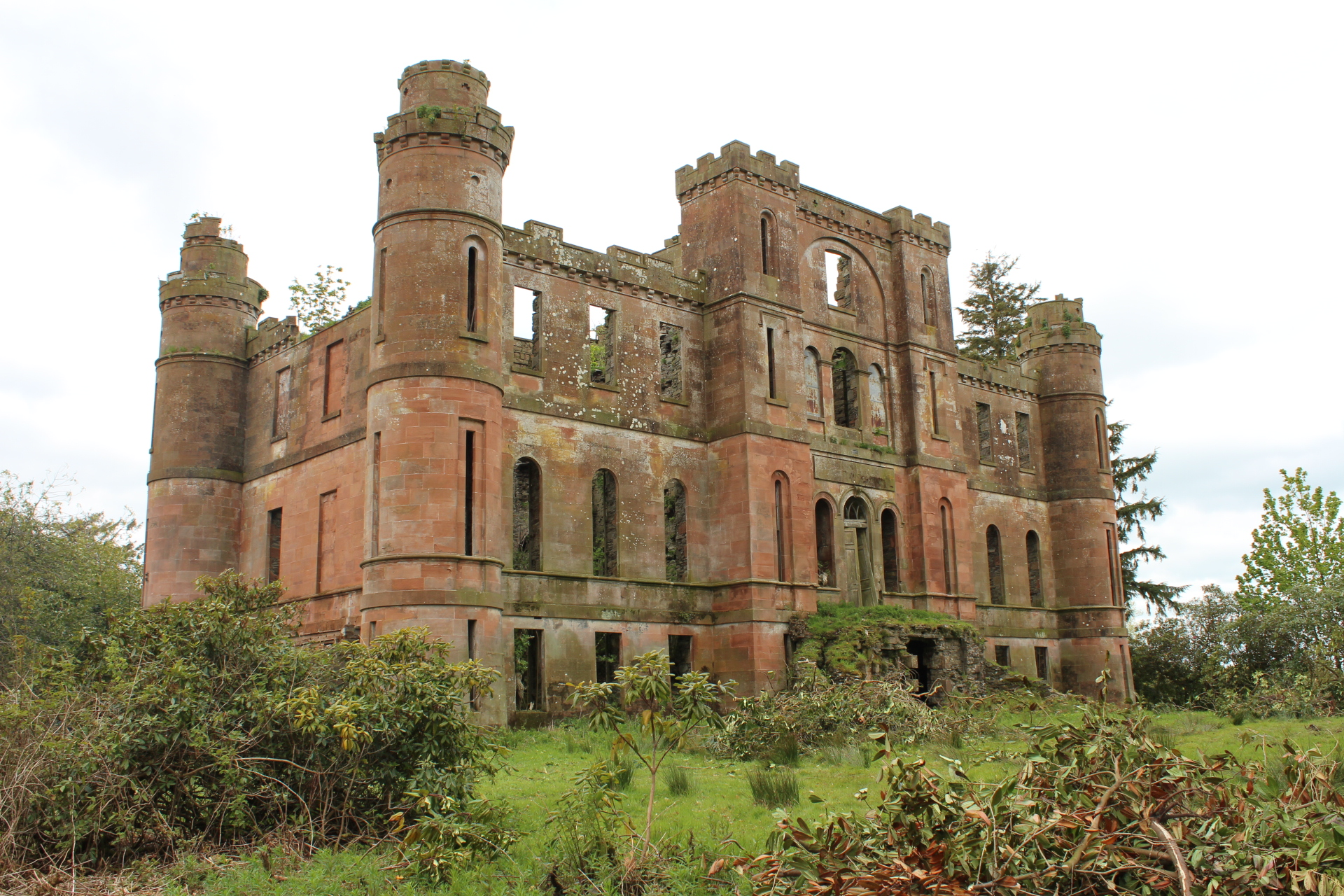
Gelston Castle

Gelston Castle ist ein Herrenhaus nahe der schottischen Ortschaft Gelston in der Council Area Dumfries and Galloway. 1990 wurde das Bauwerk in die schottischen Denkmallisten in der höchsten Denkmalkategorie A aufgenommen. Des Weiteren besteht ein Denkmalensemble der Kategorie A mit den Stallungen, der Remise und den Torpfeilern.

## Beschreibung
Gelston Castle liegt im Süden von Dumfries and Galloway rund 700 m südöstlich von Gelston. Der Entwurf wird dem schottischen Architekten Richard Crichton zugeschrieben und orientiert sich an den Arbeiten von Robert Adam. Das Gebäude wurde um 1805 für William Douglas, 1. Baronet erbaut. Spätestens 1940 wurde Gelston Castle verlassen. Der Innenraum fiel einem Brand zum Opfer und verbleibende Ruine verfällt zusehends. Dies führte zu einer Aufnahme in das schottische Register gefährdeter denkmalgeschützter Bauwerke im Jahre 1990. Die ehemaligen Stallungen wurden 2002 restauriert.
Das Mauerwerk des dreistöckigen Gebäudes besteht aus rotem Sandstein. Die südostexponierte Frontseite ist elf Achsen weit, die im Schema 1–3–3–3–1 angeordnete sind. Der Eingangsbereich befindet sich mittig am drei Achsen weiten Mittelrisalit und er war über eine geschwungene, zwischenzeitlich abgegangene Vortreppe zugänglich. An den Seiten treten Rundtürme hervor. Gurtgesimse gliedern die Fassade horizontal. Sie schließt mit einer umlaufenden auskragenden Zinnenbewehrung. An der elf Achsen weiten Gebäuderückseite springt mittig ein Gebäudeteil halbhexagonal hervor. Jeweils drei Achsen weite, halbrund hervortretende Ausbuchtungen flankieren diesen. Analog der Vorderseite rahmen Rundtürme an den Kanten die Fassade ein.